# Josef Madlener
Josef Madlener (Memmingen, 16 aprile 1881 – Memmingen, 27 dicembre 1967) è stato un pittore e illustratore tedesco, particolarmente legato a scene mitologiche e boschive.
Nacque nella città bavarese di Memmingen (Svevia) ed operò principalmente in Germania: le sue opere furono pubblicate su molte riviste ed alcuni libri per bambini, soprattutto a tema natalizio, come Das Christkind kommt (1929) e Das Buch vom Christkind (1938). Le opere di Madlener a soggetto natalizio furono inoltre utilizzate per realizzare cartoline, tra cui la famosa Der Berggeist (Lo spirito della montagna), datato attorno al 1925. L'opera è nota soprattutto per la relazione con lo scrittore e filologo britannico John Ronald Reuel Tolkien che era in possesso di una riproduzione su cartolina e aveva scribacchiato sul retro "origine di Gandalf". Questo collegamento tuttavia è considerato dubbio: Manfred Zimmermann intervistò la figlia di Madlener che ricordava esattamente la datazione del dipinto ed era in grado di dimostrare che la cartolina non fu in circolazione prima degli anni '20. Tolkien invece si recò in Svizzera e Germania nel 1911. Inoltre Tolkien stesso fa riferimento ad altri modelli, quali Odino vagabondo. In ogni caso, la relazione può risiedere semplicemente in un'ispirazione comune, ovvero la mitologia germanica: altre opere con lo stesso soggetto, pubblicate contemporaneamente a Der Berggeist in forma di cartolina, rappresentavano una signora delle fate nel bosco, un cervo con una croce tra le corna (quello della leggenda di S. Eustachio) e un Rübezahl.